# Leicester Square
Leicester Square è una piazza situata nel centro di Londra, nel cuore di Soho.
Si tratta di una famosa isola pedonale situata ad ovest di Charing Cross Road, a nord di Trafalgar Square e ad est di Piccadilly Circus.
Per arrivare con la metropolitana si può usare la Northern line o la Piccadilly line.
È famosa fra l'altro per le première dei suoi cinema, come l'Empire e l'Odeon: ha infatti suscitato l'attenzione dei mezzi di comunicazione di massa quando una parte del marciapiede è stata decorata con le impronte delle mani di alcuni divi. Sono state ritirate nel 2011.
Al centro della piazza, un piccolo parco è decorato con le statue di personalità storiche illustri.